# Cauca (departement)
Cauca [ˈkawka]IPA (španělsky Departamento del Cauca) je departement v Kolumbii. Rozkládá se na jihozápadě země, na pacifickém pobřeží. Hlavním městem departementu je Popayán. Jeho rozloha je 29 308 km², v roce 2015 zde žilo 1 379 169 obyvatel. K departementu náleží i ostrov Gorgona (přibližně 50 km od pobřeží).

## Geografie
Cauca sousedí na severu s departementem Valle del Cauca, na severovýchodě s departementem Tolima, na východě s departementem Huila, na jihovýchodě s departementem Caquetá, na jihu s departementem Putumayo a na jihozápadě s departementem Nariño.

### Hory a pohoří
Departement je od severu k jihu rozdělen horskými hřebeny, na západě probíhá Cordillera Occidental a na východě Cordillera Central, do menší jihovýchodní části zasahuje Cordillera Oriental.
Nejvyšším bodem je vrchol stratovulkánu Nevado del Huila, který je se svými 5365 metry nad mořem zároveň nejvyšší sopkou celé Kolumbie. Hora leží v severovýchodní části departementu v Cordillera Central při hranicích s departementem Tolima a Huila.

### Řeky
Říční síť departementu zasahuje do 5 velkých povodí: horní Cauca, tichomořské, horní Magdalena, Patia a Caqueta.
- Horní Cauca je tvořena řekou Cauca a jejími přítoky: Palo, Guengué, Negro, Teta, Desbaratado, a Quilichao, Mondomo, Ovejas, Pescador, Robles, Piedras, Sucio, Palacé, Cofre, Honda, Cajibío, Piendamó, Tunia, Molino, Timbío a Blanco.
- Do úmoří Tichého oceánu patří povodí řek Guapi, Timbiquí, Saija a Micay.
- Horní Magdalena s hlavní řekou Páez je napájena řekami: San Vicente, Moras, Ullucos, Negro y Negro de Narvaez, a toky: Toez, Símbola, Salado, Gualcar, Gallo, Macana, Honda a Totumo.
- Povodí Patia zahrnuje řeku Patia a její přítoky Guachinoco, Ismita, Bojoleo, El Guaba, Sambingo a Mayo.
- Povodí Caquetá zahrnuje řeku Caquetá, kde jsou řeky Cusiyaco, Cascabelito, Verdeyaco, Mandiyaco, Fragua, Cascabel, Curiaco a Pacayaco.